# Elecciones parlamentarias de la República Dominicana de 2002
Las elecciones parlamentarias se celebraron en la República Dominicana el 16 de mayo de 2002. El resultado fue una victoria para la oposición liderada por el PRD, que ganó 73 de los 150 escaños en la Cámara de Representantes. La participación electoral fue 51.0%.